# Бон (нос)
Вижте пояснителната страница за други значения на Бон.
Нос Бон или полуостров Бон (الرأس الطيب) е нос в Тунис.
Той е най-близката до Сицилия, съответно и до Европа (с изключение на Херкулесовите стълбове), географска точка на Африка. Намира се на самия североизточен край на африканското крайбрежие на Тунис. От най-големия средиземноморски остров го отделя Сицилианския пролив.
Населението на полуострова е състредоточено в три града – Набул, Келибия и Мензел-Темим. Недалече от нос Бон са руините на пунически Керкуан, обявен за паметник на ЮНЕСКО.
Полуостров Бон е сред най-забележителните места на световната военна история:
1. там дебаркира с флота си сиракузкият тиран Агатокъл през август 310 г. пр.н.е. за своята забележителна африканска експедиция;
2. в морето край нос Бон вандалите в 468 г. разбиват византийския флотоводец Василиск;
3. през декември 1941 г. в морето край нос Бон британски разрушители торпилират 2 от най-модерните италиански крайцери в известната битка край нос Бон;
4. през май 1943 г. на полуостров Бон капитулират последните италианско-германски военни съединения в Африка.